# 120
Évszázadok: 1. század – 2. század – 3. század
Évtizedek: 70-es évek – 80-as évek – 90-es évek – 100-as évek – 110-es évek – 120-as évek – 130-as évek – 140-es évek – 150-es évek – 160-as évek – 170-es évek
Évek: 115 – 116 – 117 – 118 –  119 – 120 – 121 – 122 – 123 – 124 – 125

## Események

### Római Birodalom
- Lucius Catilius Severus Julianus Claudius Reginust (helyettese májustól C. Quinctius Certus Poblicius Marcellus, októberől C. Arminius Gallus) és T. Aurelius Fulvus Boionius Arrius Antoninust (helyettese T. Rutilius Propinquus és C. Atilius Serranus ) választják consulnak.
- Britanniában folytatódik a britonok felkelése.
- Britanniában elkészül a Lindum coloniát (Lincoln) a Trent folyóval összekötő csatorna (ma Foss Dyke).

## Születések
- Vettius Valens, görög asztrológus
- Lukianosz, görög szatíraíró
- Tatianosz, keresztény teológus

## Halálozások
- Publius Cornelius Tacitus, római történetíró
- Faustinus és Jovita, keresztény mártírok
- Getulius, keresztény mártír
- Szent Hermész, keresztény mártír
- Nikomakhosz Geraszénosz, görög matematikus

## Fordítás
- Ez a szócikk részben vagy egészben  az   AD 120 című angol Wikipédia-szócikk ezen változatának fordításán alapul.  Az eredeti cikk szerkesztőit annak laptörténete sorolja fel. Ez a jelzés csupán a megfogalmazás eredetét és a szerzői jogokat jelzi, nem szolgál a cikkben szereplő információk forrásmegjelöléseként.